# Raoul Combes
 (avril 2019).
Si vous disposez d'ouvrages ou d'articles de référence ou si vous connaissez des sites web de qualité traitant du thème abordé ici, merci de compléter l'article en donnant les références utiles à sa vérifiabilité et en les liant à la section « Notes et références ».
Pour les articles homonymes, voir Combes.
Raoul Pierre Émile Combes est un botaniste français, né le 15 janvier 1883 à Castelfranc (Lot) et mort le 27 février 1964 à Paris.

## Biographie
Il étudie à Clermont puis fréquente l’École supérieure de pharmacie de Paris (1900-1907) et la faculté des sciences de Paris. Il obtient sa licence en biologie, en 1908, et est fait docteur deux ans plus tard. Il se marie avec Marguerite Bonnier, fille du botaniste Gaston Bonnier.
Il est préparateur à la faculté des sciences de Paris (1907). En 1912, il devient professeur de botanique appliquée à l’Institut national d’agronomie coloniale ainsi qu’à l’École nationale d'horticulture. Il revient à la faculté des sciences, comme préparateur (1919), chargé des fonctions de maître de conférences (1920), chef des travaux (1921), maître de conférences (1931), professeur sans chaire (1932). Il succède à Marin Molliard à la chaire de physiologie végétale. Il dirige le laboratoire de biologie végétale de Fontainebleau (1937), de l’École pratique des hautes études (1937) et enseigne à l’École normale de Saint-Cloud (1937). Il se remarie en 1962.
Il est l'un des fondateurs de la Station internationale de géobotanique méditerranéenne et alpine de Montpellier en 1930.
Combes est membre de diverses sociétés savantes comme la Société de biologie (1932), la Société botanique de France (dont il est président en 1933), l’Académie de pharmacie, l’Académie des sciences (1948), l’Académie d'agriculture (1949), l’Académie des sciences d'outre-mer (1953).

## Liste partielle des publications
- 1910 : Détermination des intensités lumineuses optima pour les végétaux aux divers stades du développement, Masson (Paris), 254 p.
- 1927 : La Vie de la cellule végétale, Armand Colin (Paris), 216 p.
- 1929 : La Vie de la cellule végétale. T. II, Les Enclaves de la matière vivante, Armand Colin (Paris), 220 p.
- 1933 : Histoire de la biologie végétale en France, Félix Alcan (Paris), 172 p.
- 1937 : La Vie de la cellule végétale. T. III, 	L'Enveloppe de la matière vivante, Armand Colin (Paris), 214 p.
- 1946 : La Forme des végétaux et le milieu, Armand Colin (Paris), 222 p.
- 1948 : La Physiologie végétale, PUF (Paris), coll. « Que sais-je ? », 128 p. ; réédité en 1959.

## Sources
: document utilisé comme source pour la rédaction de cet article.
- Christophe Charle et Eva Telkes (1989). Les Professeurs de la Faculté des sciences de Paris. Dictionnaire biographique (1901-1939), Institut national de recherche pédagogique (Paris) et CNRS Éditions, collection Histoire biographique de l’Enseignement : 270 p.  (ISBN 2-222-04336-0)
- Exposé des titres et travaux scientifiques de Raoul Combes, Paris : Hermann & Cie, 1945, 34 p.